# 深川車站
深川車站（日语：／ Fukagawa eki */?）是一位於日本北海道深川市一條、隸屬於北海道旅客鐵道（JR北海道）的鐵路車站。深川車站是北海道主力幹線函館本線沿線的大站之一，所在地深川市的主車站，也是轉乘地方支線留萌本線的分岔點。

## 車站構造
站務上，深川車站是一站務員配置車站（社員配置駅），設置有綠窗口（みどりの窓口），以及自動售票機、自動補票機等設施。
在月台配置方面，深川車站設有三座月台共四條乘車線。其中編號六號的乘車線除了是行駛於留萌線上的觀光蒸汽列車SL鈴蘭號（SLすずらん号）的停靠月台之外，也是過去深名線（已廢線）所使用的月台。

### 月台配置
| 月台 | 路線      | 方向 | 目的地                                 |
| ---- | --------- | ---- | -------------------------------------- |
| 1    | ■函館本線 | 上行 | 瀧川、岩見澤、札幌方向                 |
| 3    | ■函館本線 | 下行 | 旭川、稚內、網走方向（主要為特急列車） |
| 4    | ■函館本線 | 下行 | 旭川方向（主要為普通列車）             |
| 4    | ■留萌本線 |      | 留萌方向                               |
| 6    | ■留萌本線 |      | 留萌方面（只限一部分列車）             |

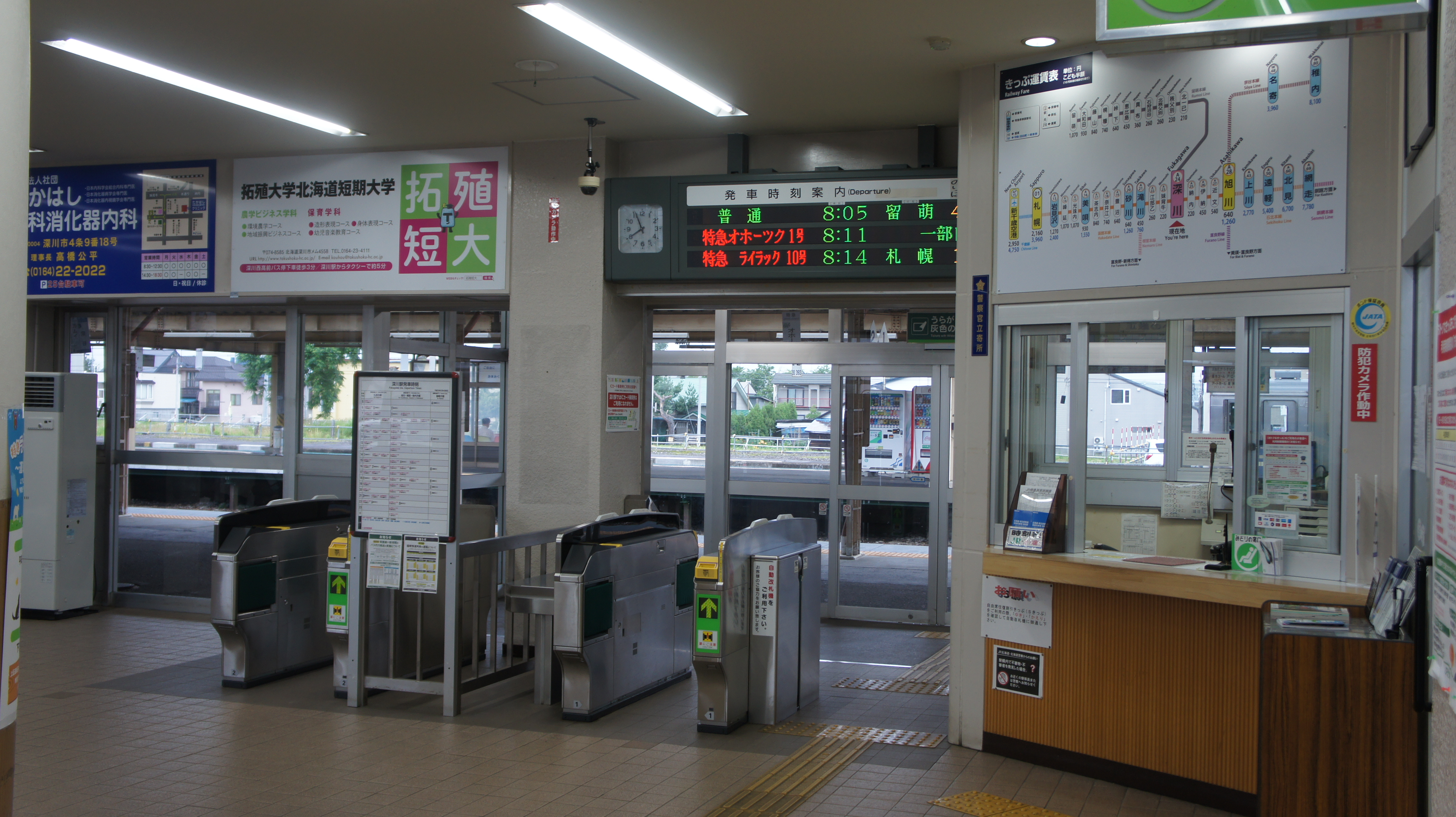
检票口（2017年7月）
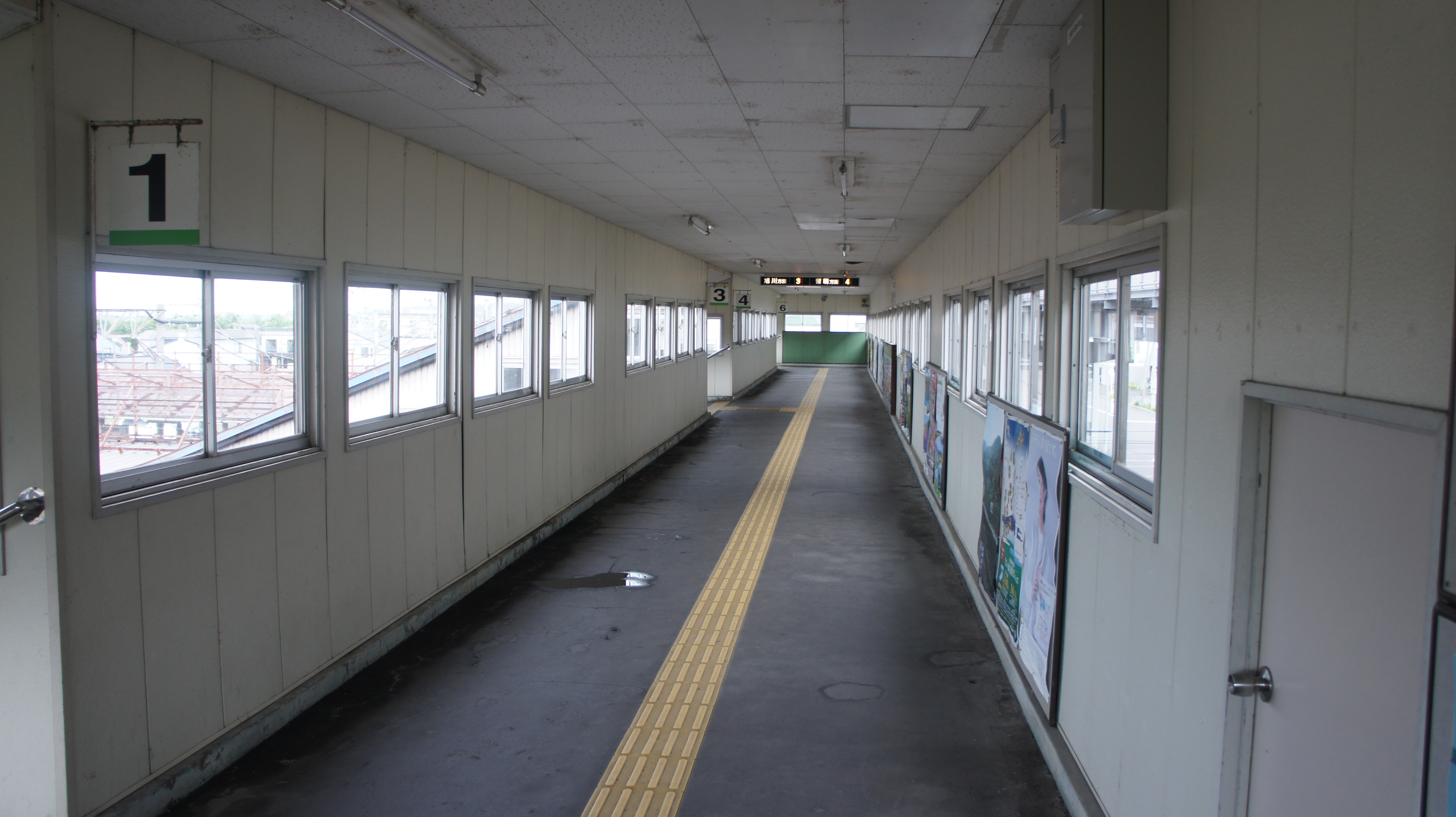
跨線橋（2017年7月）
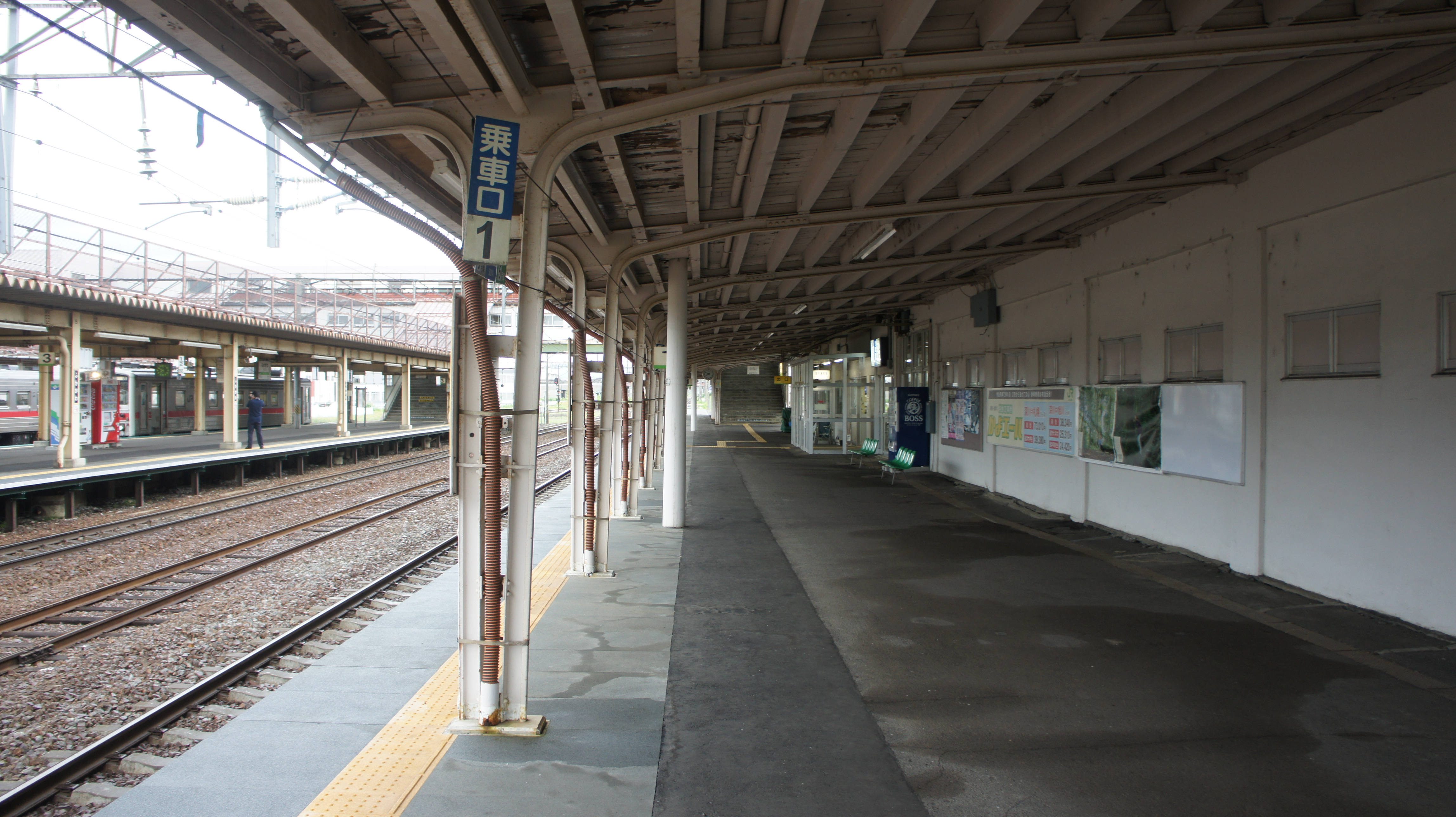
月台（1号線） （2017年7月）
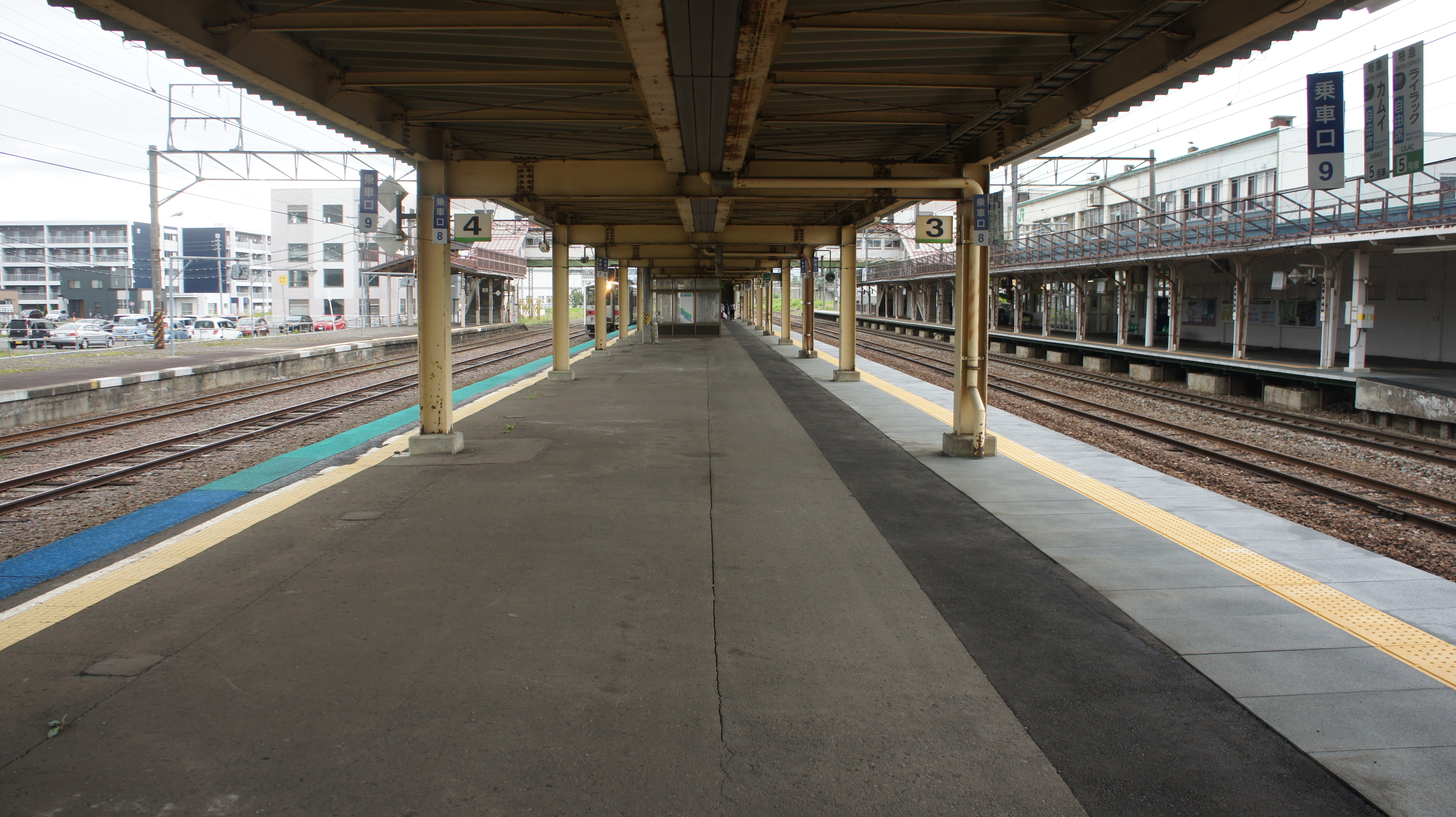
月台（3・4号線） （2017年7月）
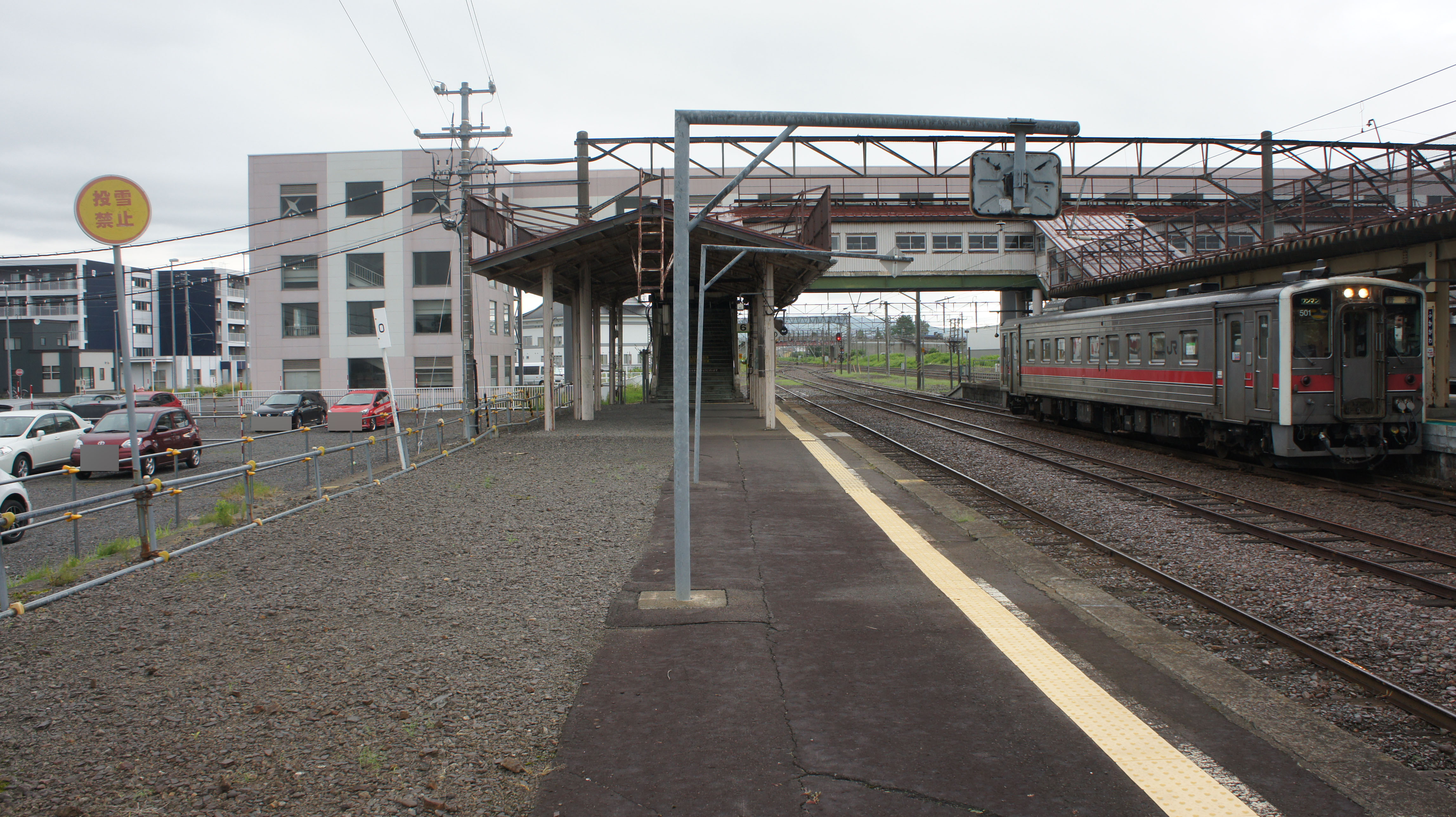
月台（6号線） （2017年7月）
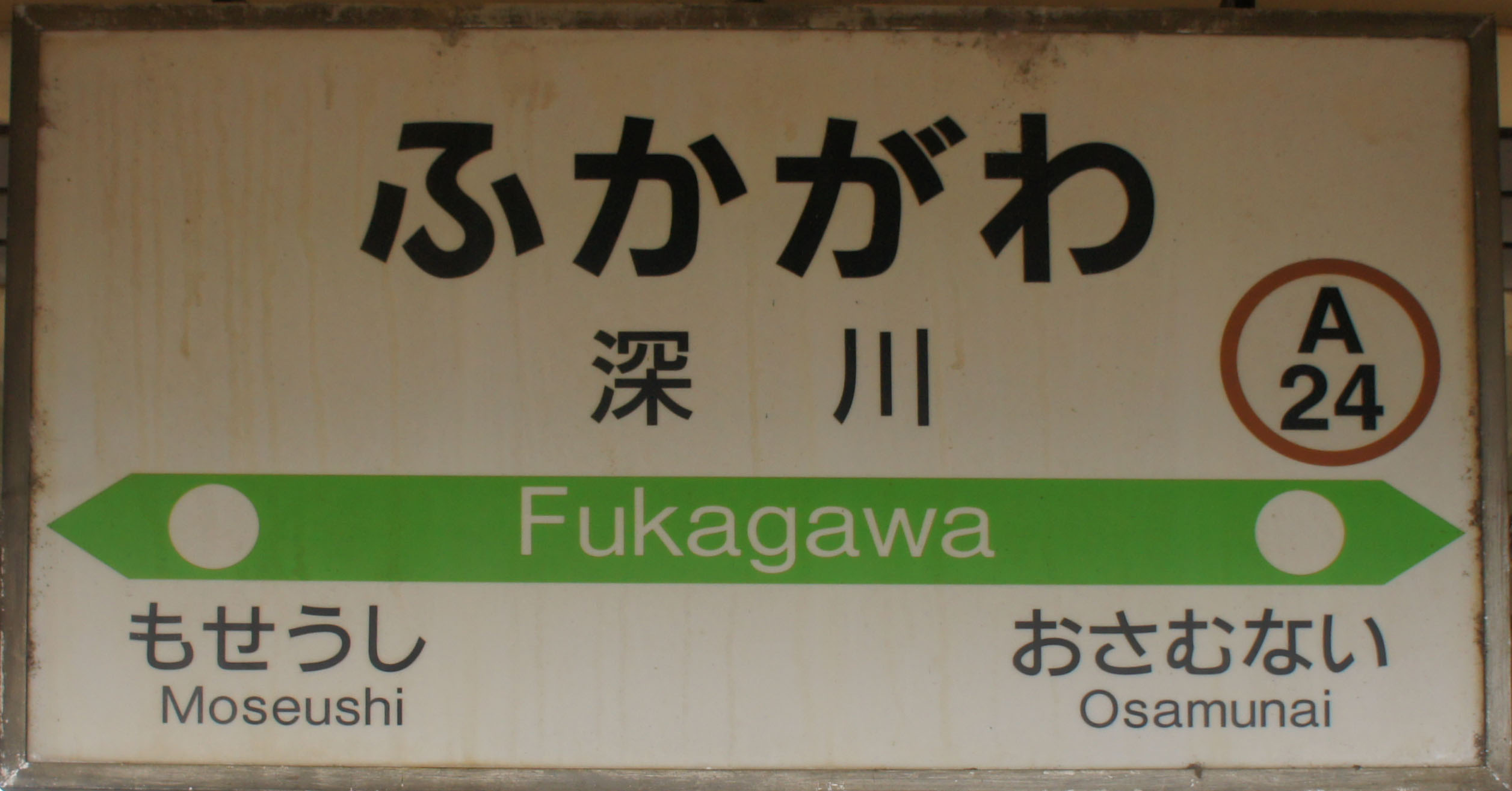
站名標（1・3号線） （2017年7月）
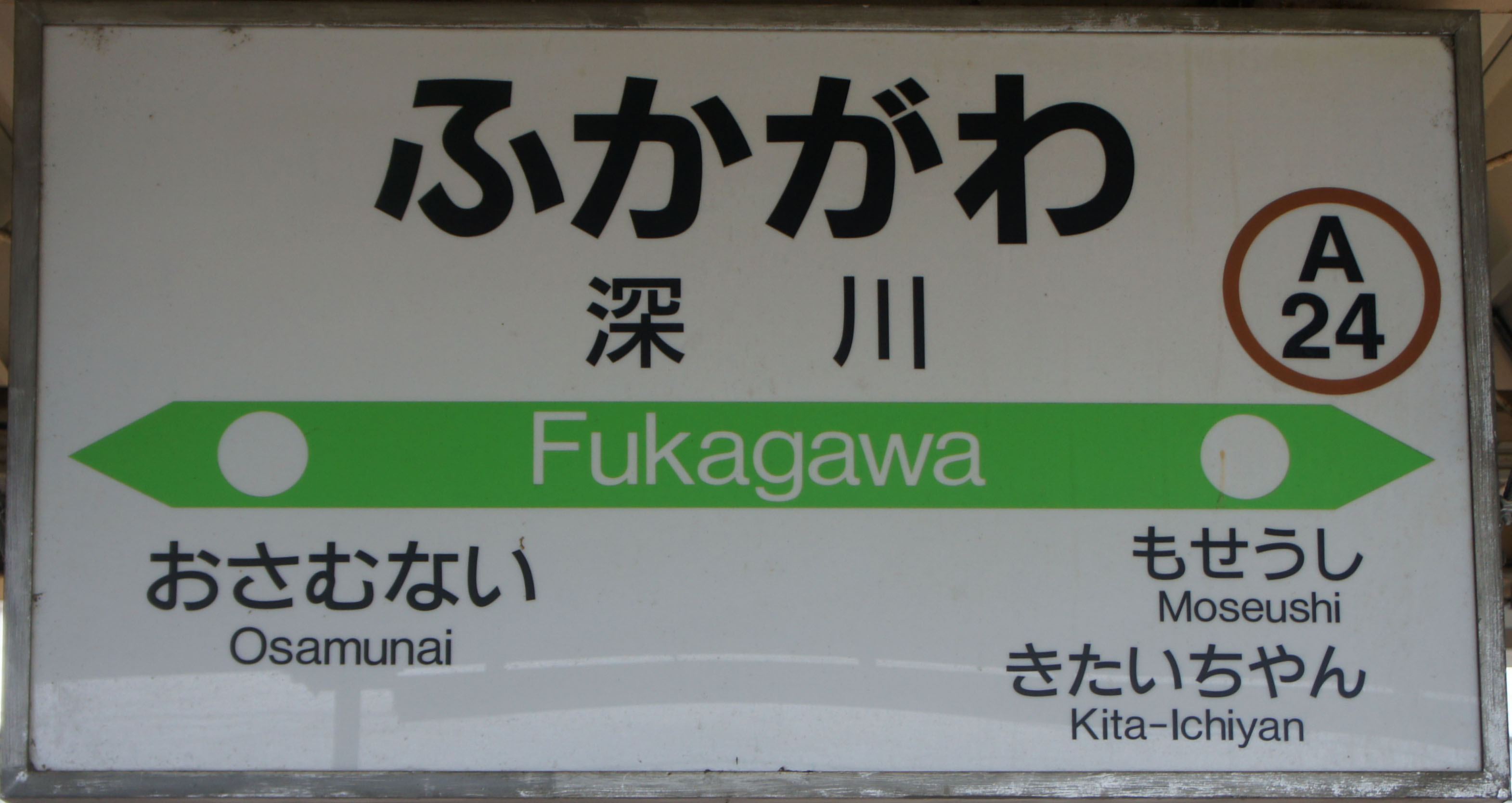
站名標（4号線） （2017年7月）
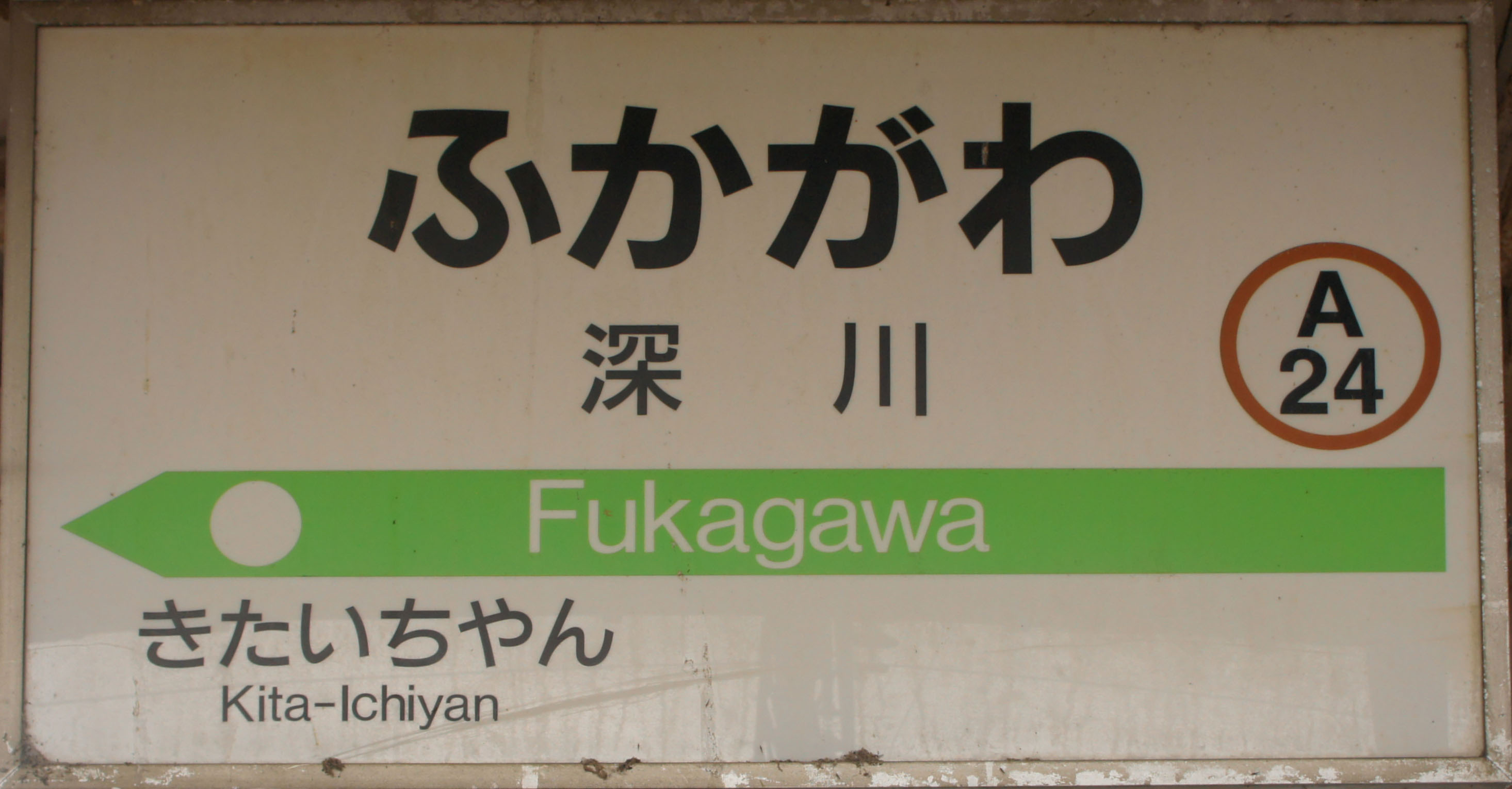
站名標（6号線） （2017年7月）

## 歷史
- 1898年7月16日 - 以北海道官設鐵道上川線的沿線車站之姿啟用。
- 1905年4月1日 - 移交由官設鐵道（也就是日本國鐵的前身）管轄。
- 1924年10月25日 - 雨龍線（也就是後來的深名線）通車。
- 1930年12月1日 - （也就是後來的留萌本線）通車。
- 1987年4月1日 - 日本國鐵分割民營化，深川車站的營運由JR北海道繼承。
- 1995年9月4日 - 深名線（深川至名寄）廢線，原路線沿線的交通服務改由長途巴士替代。

## 相鄰車站
北海道旅客鐵道（JR北海道）
- 特急「神威」、「丁香」、「鄂霍茨克號」、「宗谷」停靠站

■函館本線
妹背牛（A23）－深川（A24）－納內（A25）
■留萌本線
（⭐）（函館本線） → 深川（A24）－（※）北一已－石狩沼田
（※）下行4921D通過北一已、秩父別與北秩父別。
（⭐）下行4929D為旭川站始發、旭川站－此站之間途經函館本線運行。

## 脚注
1. ↑   (PDF). 深川市: 28. 2018  [2018-12-27]. （原始内容 (PDF)存档于2018-12-27）.
2. ↑  『停車場変遷大事典 国鉄・JR編』JTB 1998年

## 外部連結
- 深川車站（JR北海道旭川支社）（日語）

43°43′16″N 142°2′30″E / 43.72111°N 142.04167°E